# Silverio
Silverio (Frosinone, 477-Palmarola, 2 de diciembre de 537) fue el papa 58.º de la Iglesia católica de 536 a 537.
Su festividad es el 20 de junio para la iglesia católica.

## Vida
Hijo legítimo del papa Hormisdas, que había estado casado antes de ser ordenado sacerdote; Silverio era subdiácono en Roma cuando el papa Agapito I falleció mientras se encontraba en Constantinopla.
Elegido papa con el apoyo del rey ostrogodo Teodato, se encontró con el rechazo del emperador bizantino Justiniano I quien, influenciado por su esposa Teodora, quería sentar en el trono de San Pedro a Vigilio, más cercano a las ideas monofisitas de la emperatriz, y que se encontraba en ese momento en Constantinopla.
Vigilio se dirigió a Roma, sin conocer la elección de Silverio, portando cartas para el general bizantino Belisario en la que se le ordenaba que apoyase su elección como papa.
Belisario se dirigió a Roma al frente de su ejército y la ciudad, tras expulsar a los godos, le abrió, el 9 de diciembre de 536, sus puertas sin lucha temiendo un saqueo como el que había sufrido Nápoles a manos de los bizantinos.
El rey Vitiges, que había sucedido a Teodato, sitió entonces a la ciudad de Roma dejando aislado a Belisario en su interior. Sin embargo el hecho de que no intentaran el asalto de la ciudad sirvió de base para acusar a Silverio de estar planeando con los godos la rendición de la ciudad facilitándoles la entrada.
Esta acusación sirvió de excusa a Teodora para lograr su objetivo de sentar a Vigilio en la sede papal, ya que provocó el arresto de Silverio que fue despojado de las vestiduras pontificales en marzo de 537 y enviado al exilio en la ciudad de Patara en la actual Turquía.
El obispo de Patara intercedió a favor de Silverio ante el emperador Justiniano y logró que este anulara el destierro y le permitiera regresar a Italia para que intentase demostrar la falsedad de la acusación de traición. Entonces renunció al papado para no perjudicar a la Iglesia.[cita requerida]
Una vez en Italia, fue sin embargo recluido, por orden de Teodora, en la isla de Palmarola donde falleció el 11 de noviembre de 537. Sin embargo, fuentes contemporáneas a los hechos y la gran mayoría de historiadores modernos sostienen que en esta fecha Silverio fue obligado a firmar su abdicación, falleciendo en Palmarola poco después, el 2 de diciembre de ese año, a causa de los malos tratos infligidos y por inanición.
Posteriormente fue beatificado y canonizado, siendo patrón de la isla de Ponza, en Italia.